# Felice Borgoglio

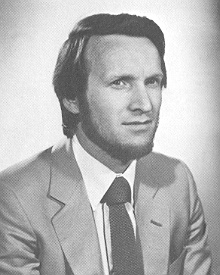
Felice Borgoglio

Felice Borgoglio (nascido em 11 de agosto de 1941) é um político italiano que serviu como prefeito de Alessandria de 1972 a 1979 e como deputado em quatro legislaturas (1979-1983, 1983-1987, 1987-1992 e 1992-1994).